# Università statale di Orël
L'Università statale di Orël (OGU, in russo Орло́вский госуда́рственный университе́т?, Orolovskij gosudarstvennyj universitet) è un ente di istruzione accademica russo situato ad Orël.

## Struttura
- Facoltà di formazione pre-universitaria e orientamento professionale
- Facoltà di storia
- Facoltà di filosofia
- Facoltà di scienze sociali
- Facoltà di tecnologia, impresa e servizi
- Facoltà di fisica e matematica
- Facoltà di arti grafiche
- Facoltà per studenti stranieri
- Facoltà di cultura fisica e sport
- Facoltà di formazione continua e aziendale
- Istituto di architettura e costruzione
- Istituto di legge
- Istituto di tecnologie dell'informazione e automazione
- Istituto di economia e gestione
- Istituto di istruzione esterna
- Istituto di medicina
- Istituto di lettere
- Istituto di pedagogia e psicologia
- Istituto di lingue straniere
- Istituto di scienze ambientali e biotecnologia
- Istituto di formazione professionale continua